# 弗兰齐斯卡·申克
弗兰齐斯卡·申克（德語：Franziska Schenk，1974年3月13日—），德国女子速度滑冰运动员。她曾代表德国参加1994年和1998年冬季奥林匹克运动会速度滑冰比赛，获得一枚铜牌。